# 井筒日美
井筒 日美（いづつ ひみ、2月16日 -）は、日本の作詞家。大阪府在住。
本名の「井筒日美」の他にも複数の名義で活動しており、上園彩結音のペンネームが雑誌インタビューで公表されている。

## 来歴
祖父が日本三禅宗のひとつ黄檗宗（総本山は萬福寺／京都宇治市）の僧侶であった環境から、祖母や両親の勧めで、幼少の頃より古文や歴史に慣れ親しむ。また、5歳より小学校の教師でピアノ教師でもあった伯母からピアノを習う。
大学卒業後は、富士通ディーラーにてOAインストラクターとして勤務。その傍らで作詞活動を行っていた。
2005年、作詞家としてデビュー。初めて提供した楽曲は、柴咲コウ「あどけない温もり」。
その他の代表作として、タッキー&翼「SAMURAI」（共作詞）、ハロー!プロジェクト関連（つばきファクトリー「初恋サンライズ」など）、リュ・シウォン「願い星」、TVアニメ『テニスの王子様』等、J-POPからアイドル、アニメ・ゲーム関連の主題歌、キャラクターソング、古語の詞に至るまで多岐にわたるジャンルに作品を提供している。
2017年から、大阪スクールオブミュージック専門学校にて作詞特別講座を受け持つなど、未来の作詞家の育成にも力を注いでいる。
2019年から、YouTubeチャンネル「井筒日美」にて、歌セラピー、タロットセラピーを目指して、カードリーディング動画を更新中。

## 人物
大阪府立夕陽丘高等学校、龍谷大学法学部卒業。著書に『ゼロからの作詞入門～プロ直伝の考え方とテクニック～』（ヤマハミュージックメディア）。
認定フラワーセラピーヒーラーを取得、フラワーセラピストとしても活動。作詞とフラワーセラピーを融合させたオリジナルのタロットカード、オラクルカードを考案、制作している。

## 「井筒日美」名義での主な作詞提供

### アーティスト
- タッキー&翼
  - 「SAMURAI」　※NTV系『PRIDE&SPIRIT 日本プロ野球』イメージ・ソング
- 柴咲コウ
  - 「あどけない温もり」
- 大和悠河
  - 「宝石の時間」
- リュ・シウォン
  - 「願い星」
- 矢島舞美
  - 「これから飛び乗ってく未来」
- アンジュルム
  - 「涙は蝶に変わる」
  - 「フラグをぶっ壊せ!」
  - 「私を創るのは私」
  - 「限りあるMoment」
  - 「泳げないMermaid」
  - 「愛・魔性」
- Juice=Juice
  - 「Fiesta! Fiesta!」
  - 「シンクロ。」
  - 「この世界は捨てたもんじゃない」
  - 「Mon Amour」
  - 「G.O.A.T.」
  - 「ボン・ヴォヤージュ～想いの軌跡～」
- カントリー・ガールズ
  - 「恋はマグネット」
- こぶしファクトリー
  - 「これからだ!」
  - 「アンラッキーの事情」
- つばきファクトリー
  - 「初恋サンライズ」
  - 「雪のプラネタリウム」
  - 「ふわり、恋時計」
  - 「愛は今、愛を求めてる」
  - 「最上級Story」
  - 「EZPZ!!」
- OCHA NORMA
  - 「宇宙規模でダイスキ宣言!」
- ロージークロニクル
  - 「女で地球は回ってる」
- ハロプロ研修生
  - 「情熱スパークル」
- PINK CRES.
  - 「不器用な自分」
- ハコス・ベールズ（Hakos Baelz）
  - この世を照らすもの
- 夢みるアドレセンス
  - 「泣き虫スナイパ→」
  - 「純情マリオネット」
- 山田朱莉　※夢みるアドレセンス
  - 「ぴよぴよあかちゃむサンド」
- 上野優華
  - 「1cmの片想い」
- Fairy-AID
  - 「Fairy-AID～夢をつないで～」
  - 「笑顔にボン・ボヤージュ！」
  - 「あの街へ」
  - 「♡はご多忙中」
  - 「Starting Over」
  - 「ドレスアップの夜だから」
  - 「ミルフィーユの休日」
- CJ-Angel
  - 「盛り上げちゃお☆日本!」
- 井上あずみ
  - 「風標」
    - ※PS3『アルトネリコ３』
- 水樹奈々・大原さやか・清水香里
  - 「ヤッタネ!約束だよ」
    - ※OVA『戦闘妖精少女たすけてメイヴちゃん』OPテーマ曲
- ナナカナ
  - 「想い出日和」
  - 「SIDE×SIDE」
- 江藤天音
  - 「君のすべてになろう」
    - ※(社)全国補助犬育成連合会テーマ

  - 「ひだまりの場所」
    - ※AIDS文化フォーラムin京都テーマソング
- 城所葵
  - 「Aurora」
  - 「Verthandi～運命の彼方へ～」
- くノ一KIRI
  - 「宵魔性」
- UMA 浦安マリンエンジェルス（次世代アイドル革命）
  - 「潮風☆スタートライン」
- ぽんでぃしぇりぷらんたん防衛隊（次世代アイドル革命）
  - 「ぽんでぃしぇりぷらんたん防衛隊の唄」
- Little Step（次世代アイドル革命）
  - 「ときめきマジックβ版」
- 鈴村健一
  - 「Sexy Boys」
- 緑川光
  - 「Stamp Out」
- 高城元気
  - 「頑張ってる君が好き!」
- 一条和矢
  - 「見えない未来」
- 葉川空美
  - 「夢はI・N・G☆」
- W☆BONB
  - 「熱帯JUICE」
- PLANET
  - 「虹の翼」
- 大野まりな
  - 「ねぇ!～ラブコメしましょ～」
- 木葉楓
  - 「リバーシブル」
- 鳥居花音
  - 「Ever Blue」
- 静木亜美
  - 「不思議バケーション」
- flueve
  - 「青空サンド」
- 国安わたる（ライブDVD）
  - 「プレマ・プラーナ」
  - 「生まれたての休日」

### アニメ
- TVアニメ『曇天に笑う』OPテーマ曲
  - 青木隆治
    - 「毘藍ノ風」
    - 「流転ノ陽」
- TVアニメ『テニスの王子様』『新テニスの王子様』
  - by断ち切り隊「アオゾラSTAGE」
    - OVA『テニスの王子様OVA ANOTHER STORYII』OPテーマ曲

  - 忍足謙也（福山潤）＆財前光（荒木宏文）「Winning Shot」
  - 鳳長太郎（浪川大輔）「雨は囁きのカノン」
  - 天根ヒカル（竹内幸輔）「サイコーにさぁ行こー！」
  - 幸村精市（永井幸子）with仁王雅治（増田裕生）「自分革命－Revolution－」
  - 仁王雅治（増田裕生）「瞬間BARRICADE－Floating Sun－」
  - 白石蔵ノ介（細谷佳正）「はじまりは、Ecstasy」
  - 2011アニくじSにて1曲提供（別名義による提供、曲名は非公表）[6]
  - 2012アニくじSにて2曲提供（別名義による提供、曲名は非公表）[6]
  - 仁王雅治（増田裕生）「Awakening Soul」
  - 小石川健二郎（日野聡）「Age of Aquarius」
- 『THE IDOLM@STER』
  - 菊地真（平田宏美）・双海亜美/真美（下田麻美）・我那覇響（沼倉愛美）「コーヒー1杯のイマージュ」
  - 我那覇響（沼倉愛美）「コーヒー1杯のイマージュ」
  - 双海亜美（下田麻美）「コーヒー1杯のイマージュ」
  - 四条貴音（原由実）「炎ノ鳥（ひのとり）」
  - 鷺沢文香（M・A・O）、鷹富士茄子（森下来奈）「流星浪漫」
- TVアニメ『裏切りは僕の名前を知っている』
  - 祗王夕月（保志総一朗）「明日へ還る日まで」
  - 叢雨十瑚（井上麻里奈）・九十九（福山潤）「約束の海」
  - 碓氷愁生（宮野真守）「蒼空の誓い」
- TVアニメ『鉄のラインバレル』
  - 城崎絵美（能登麻美子）「宇宙の天秤」
  - 遠藤シズナ（植田佳奈）「NONSTOP SUNRISE」
- TVアニメ『甘城ブリリアントパーク』
  - 千斗いすず（加隈亜衣）「TriCKaRT HeARt」
  - 可児江西也（内山昂輝）×千斗いすず（加隈亜衣）「合言葉はミラクル！」
- 『アルカナ・ファミリア』
  - フェリチータ（能登麻美子）「アコガレ∞ループ」
- TVアニメ『ラムネ』挿入歌
  - 佐倉裕美（田口宏子）「いつかの空」
- TVアニメ『灰と幻想のグリムガル』
  - シホル（照井春佳）「ひだまりの約束」
- TVアニメ『三者三葉』
  - 葉山照&葉山光（今村彩夏&西明日香）「最強ハーモニー」
  - 近藤亜紗子（鈴木愛奈）「フォローはまかせてっ！－Dear Friend－」
- TVアニメ『ストライク・ザ・ブラッド』
  - 姫柊雪菜（種田梨沙）「Your First Star」「レーゾンデートル」
- TVアニメ『スクールガールストライカーズ』
  - 夜木沼伊緒（沢城みゆき）「青春スパイク!」
- TVアニメ『SERVAMP-サーヴァンプ-』
  - 椿（鈴木達央）「喪失パレード」
  - 有栖院御園（下野紘）「Beyond the Truth」
  - スノウリリイ（堀江一眞）「ガラスの雨」
  - 有栖院御国（柿原徹也）「0からの旅立ち」
  - 千駄ヶ谷鉄（小野友樹）「真逆なPOWER(ちから)」
- TVアニメ『ハンドシェイカー』
  - リリ×マサル（茅野愛衣 & 村瀬歩）「Get the Fortune! ～winning eyes～」
  - チヅル×ハヤテ（上坂すみれ & 石川界人）「世界を笑顔だけで満たそう」
- TVアニメ『ご注文はうさぎですか?』
  - リゼ（種田梨沙）「0時過ぎのWonder Cocktail」
- TVアニメ『怪人開発部の黒井津さん』挿入歌
  - manzo「おじぎ草」（manzo氏と共作詞）
- TVアニメ『連盟空軍航空魔法音楽隊ルミナスウィッチーズ』挿入歌
  - 「永久の寄す処（よすが）」
  - 「優しい明かり」
  - 「あの日々を忘れない」
- TVアニメ『GETUP! GETLIVE!』
  - スターダスト 上原淳也（花江夏樹） 東沢楓（西山宏太朗）「履き慣れてるスニーカー」
  - 6 -シックス- 喜多見 蓮（阿座上洋平） 狛江 一馬（熊谷健太郎）「Revolver」
  - はやしま 早島 雷（天﨑滉平） 早島 央（梶原岳人）「Gambler」
  - 菊一文字真打 町田瀬那（豊永利行） 大野虎之助（石川界人）「正真正銘IDENTITY」

### ゲーム
- 『S.Y.K 〜新説西遊記〜』
  - 悟浄（近藤孝行）「陽光の剣」
- 『POSSESSION MAGENTA』
  - 橙山光介（増田俊樹）「Fantastic Mystery」
  - 青葉大河（石川界人）「Bright Future!」
  - 桃井優一郎（岡本信彦）「Delicious Harmony」
- アイカツ!フォトonステージ!1
  - 情熱ハラペーニョ（ひなき・珠璃）「ときめきマタドール∞」
  - れみ,ふうり from STAR☆ANIS & みき,ななせ from AIKATSU☆STARS!「虹色アンコール」
- 『片恋いコントラスト ―way of parting―』エンディングテーマ
  - YURiKA　「時のFoliage」
- 『天華百剣 -斬-』
  - 「Shy×Shy×Shining!!!」粟田口国吉（柴田芽衣）、乱藤四郎（首藤志奈）、毛利藤四郎（吉田有里）
- 『陰陽師本格幻想』
  - 「幻世の涯て」（高垣彩陽）
  - 「風結び」（早見沙織）
- ラディアンテイル
  - OP「未知の世界へファンファーレ!」（ikasumicco）
  - ED1「幸せの続き」（saya）
  - ED2「笑顔のパレード」（ikasumicco）
- ラディアンテイル ～ファンファーレ～
  - OP「ワクドキ・センセーション!」（ikasumicco）
  - ED「終わらないプレリュード」（saya）
- Sympathy Kiss
  - ED「シンパシー・キス」 feat. 杉本新（THE SIXTH LIE）（GENIC PALLET）
- ネバーアフター 〜逆転メルヘン〜
  - 世界観PV

## 「上園彩結音」名義での主な作詞提供

### アーティスト
- 吉岡亜衣加「夢色シャボン玉」「心絵綴り」「果てなき肖像」「暁前夜」
- YURiKA「AKATSUKI DEPARTURE」
- ヒーボ×micco「媚薬Simulation」
- ヒーボ×城所葵「SAMUSARA AKASHA」　他

### ゲーム
- 薄桜鬼シリーズ
  - 吉岡亜衣加
  - mao
  - ヲタみん
  - PSP『薄桜鬼ポータブル』
    - ED「想い出はそばに」

  - PS2『薄桜鬼 随想録』
    - OP「花びらの刻」
    - ED「空の鏡」

  - ニンテンドーDS『薄桜鬼DS』
    - ED「ひとしずく」

  - PSP『薄桜鬼 遊戯録』
    - OP「青空ボタン」

  - PS3『薄桜鬼 巡想録』
    - OP「紅い蜃気楼」
    - ED「約束の空」
    - 随想録ED「夕凪に願いを」

  - PS2『薄桜鬼 随想録ポータブル』
    - OP「時の栞」
    - ED「光の蝶」

  - PS2『薄桜鬼 黎明録』
    - OP「風遙か」
    - ED「今日の永遠」
    - エピローグ「消えない虹」

  - ニンテンドーDS『薄桜鬼 随想録DS』
    - ED「はじまりの詩」

  - ニンテンドーDS『薄桜鬼 遊戯録DS』
    - OP「風色ステップ」

  - PSP『薄桜鬼 黎明録ポータブル』
    - OP「光彼方」
    - ED「悠久の夜明け」
    - エピローグ「消えない虹」

  - ニンテンドー3DS『薄桜鬼3D』
    - OP「星標」

  - PSP『薄桜鬼 幕末無双録』
    - ED「太陽が生まれる場所」

  - ニンテンドーDS『薄桜鬼 黎明録DS』
    - OP「夢さやか」

  - PS3『薄桜鬼 黎明録 名残り草』
    - OP「遙かな稲妻」
    - ED「風は憶えてる」

  - PSP『薄桜鬼 遊戯録弐　祭囃子と隊士達』
    - OP「夢・彩・とりどり」
    - ED「今日に約束」
    - 挿入歌「まなざしの空」

  - iOS＆Android用アプリ『薄桜鬼 懐古録』
    - OP「夢待ちの季節」
    - ED「虹織る調べ」

  - PS Vita『薄桜鬼 鏡花録』
    - OP「桜の轍」
    - ED「永い余白を越えて」

  - iOS＆Android用アプリ『薄桜鬼』
    - OP「白き誓い」
    - ED「優しさの隣で」

  - PS Vita『薄桜鬼 随想録　面影げ花』
    - OP「風光る結晶」
    - ED「星と真珠と夢と」

  - PS Vita『薄桜鬼 黎明録 思馳せ空』
    - OP「星篝り」
    - ED「願い雫」

  - PS Vita『薄桜鬼 遊戯録　隊士達の大宴会』
    - OP「アコガレ玉手箱」
    - ED「くす玉ハート」
    - 挿入歌「逆転のウヱーブ」

  - 『薄桜鬼ドラマCD〜寒桜絵巻〜』
    - テーマソング「ひとひら花便り」

  - 『薄桜鬼ドラマCD〜会津隠密帳〜』
    - テーマソング「刻の透かし絵」

  - 『薄桜鬼ドラマCD〜新選組鬼譚〜』
    - テーマソング「飛沫の花」

  - 『薄桜鬼ドラマCD〜近藤さんの悩みの種〜』
    - テーマソング「最涯ての地図」

  - 　パチンコ『薄桜鬼』
    - 「果てなき肖像」

- iPhoneアプリ『いざ、出陣！恋戦 一幕・回想録』
  - ヲタみん
    - OP「螺旋の祈り」

- STELLA GLOW
  - 「赤い銀河」新田恵海
  - 「伝説の海へ」南條愛乃
  - 「雷火來夜」榊原ゆい
  - 「冥闇ヲ割ル光」田村ゆかり

- オメガラビリンス
  - 「蒼きペルソナ」M・A・O
  - 「紅迷路」小林ゆう

- アイドルデスゲームTV
  - 上間江望
  - 浅倉杏美
  - 久保ユリカ
  - 芹澤優
  - 西明日香
  - 立花理香
  - M・A・O
  - 「ポジティブ☆絶対値」OPテーマ曲
  - 「VIVA! オトメ☆」
  - 「雫に咲く花」

- オメガラビリンスZ
  - 山崎はるか「世界で1つのプレゼント」
  - 小林ゆう「誓ノ化身」
  - 小倉唯「パスワードは友情！」

- バレットガールズ ファンタジア
  - 山崎はるか「Glorious Memories」エンディングテーマ

- オメガラビリンスライフ
  - 山本希望「チャンスをアンコール♡」
  - 小池理子「Hurry Up！好奇心☆」

- その他アーティスト
  - Rita
  - 織田かおり
  - 片霧烈火
  - 榊原ゆい

### アニメ
- テニスの王子様シリーズ
  - Funky×Glory 雪合戦
  - Passion
  - 世界はトランポリン
  - 津田英佑
  - 高橋直純
  - 木内秀信
  - 保志総一朗
  - 上田陽司

## 著書
- 『ゼロからの作詞入門～プロ直伝の考え方とテクニック～』（ヤマハミュージックメディア）

## 書籍・DVD掲載
- 『DTMマガジン』2014年4月号「島崎流3 THE VOiCE」島崎貴光との対談インタビュー
- 『ドラマーズ・ソングブック』（アルファノート）
- DVD『佐野康夫ドラムレコーディングの流儀』（アルファノート）
- 『HELLO! PROJECT COMPLETE SINGLE BOOK 20th Anniversary Edition』（CDジャーナル）作家インタビューに掲載